# Б'юкенен (Джорджія)
Б'юкенен (англ. Buchanan) — місто (англ. city) в США, в окрузі Гералсон штату Джорджія. Населення — 938 осіб (2020).

## Географія
Б'юкенен розташований за координатами 33°48′20″ пн. ш. 85°11′0″ зх. д. / 33.80556° пн. ш. 85.18333° зх. д. (33.805686, -85.183348).  За даними Бюро перепису населення США в 2010 році місто мало площу 4,38 км², з яких 3,84 км² — суходіл та 0,54 км² — водойми.

## Демографія
Згідно з переписом 2010 року, у місті мешкали 1104 особи в 336 домогосподарствах у складі 223 родин. Густота населення становила 252 особи/км².  Було 405 помешкань (92/км²).
Расовий склад населення:
| - 88,0 % — білих - 8,0 % — чорних або афроамериканців - 0,4 % — азіатів - 0,2 % — корінних американців - 1,6 % — осіб інших рас |

До двох чи більше рас належало 1,8 %. Частка іспаномовних становила 3,2 % від усіх жителів.
За віковим діапазоном населення розподілялося таким чином: 22,5 % — особи молодші 18 років, 58,0 % — особи у віці 18—64 років, 19,5 % — особи у віці 65 років та старші. Медіана віку мешканця становила 36,9 року. На 100 осіб жіночої статі у місті припадало 93,0 чоловіків;  на 100 жінок у віці від 18 років та старших — 95,4 чоловіків також старших 18 років.
Середній дохід на одне домашнє господарство  становив 36 288 доларів США (медіана — 25 625), а середній дохід на одну сім'ю — 39 853 долари (медіана — 27 132). Медіана доходів становила 42 885 доларів для чоловіків та 22 500 доларів для жінок. За межею бідності перебувало 29,8 % осіб, у тому числі 35,3 % дітей у віці до 18 років та 32,1 % осіб у віці 65 років та старших.
Цивільне працевлаштоване населення становило 423 особи. Основні галузі зайнятості: освіта, охорона здоров'я та соціальна допомога — 17,5 %, роздрібна торгівля — 14,9 %, мистецтво, розваги та відпочинок — 14,4 %.